# Saint-Victeur
Saint-Victeur là một xã trong tỉnh Sarthe ở tây bắc nước Pháp. Xã này nằm ở khu vực có độ cao từ 89-167 mét trên mực nước biển.